# قصر المراجل
قصر المراجل قصر أثَري قَديم، يقع على ضفاف وادي العقيق في غرب المدينة المنورة، بني في القرن الأول الهجري. ذكره عددًا من كتب التاريخ والرحلات، منها: كتاب معجم البلدان لمؤلفه ياقوت الحموي، وكتاب خلاصة الوفا بأخبار دار المصطفى لمؤلفه نور الدين أبو الحسن علي بن عبد الله بن أحمد بن علي الحسني السمهودي. وقد نقل ابن زبالة والزبير بن بكار عن هشام بن عروة قال: «حد العقيق مابين قصر المراجع فهلم صُعُدًا إلى النقيع».